# Missy Peregrym
Melissa Peregrym, detta Missy (Montréal, 16 giugno 1982), è un'attrice canadese.

## Biografia
Nata a Montréal, in Québec, Missy ha vissuto gran parte della sua vita a Surrey, nella Columbia Britannica, insieme al padre, un pastore, alla madre e alle due sorelle. Si è laureata nel 2004 presso il College Aurora. Ha iniziato la sua carriera davanti alla macchina da presa all'età di 18 anni quando ha iniziato a fare la modella con la Lizbell Agency. Gli annunci stampa presto si trasformano in spot pubblicitari per Mercedes-Benz, Sprint Canada e per i Giochi olimpici.
La sua prima apparizione come attrice è avvenuta nella serie TV Dark Angel (2000). Ha fatto seguito il ruolo di Julia nella serie acclamata dalla critica The Chris Isaak Show (2001). È poi comparsa come guest in diverse serie televisive importanti: nel 2003 in un episodio di Tru Calling, nel 2004 in un episodio di Smallville, e nel 2007 in 6 episodi di Heroes nel ruolo di Candice Wilmer. Ha anche avuto ruoli da protagonista nelle serie televisive Life as We Know It (2004) e Reaper - In missione per il Diavolo (2007). Frattanto nel 2006 avviene il suo esordio al cinema con il film Stick It - Sfida e conquista. Dal 2010 al 2015 è tra i protagonisti della serie televisiva Rookie Blue, mentre nel 2018 entra nel cast della serie TV FBI.

## Vita privata
Nel 2014 si è sposata alle isole Hawaii con l'attore statunitense Zachary Levi, tuttavia la coppia ha poi divorziato l'anno seguente. Nel 2018 si è risposata a Los Angeles con l'attore australiano Tom Oakley: la coppia ha due figli.

## Filmografia

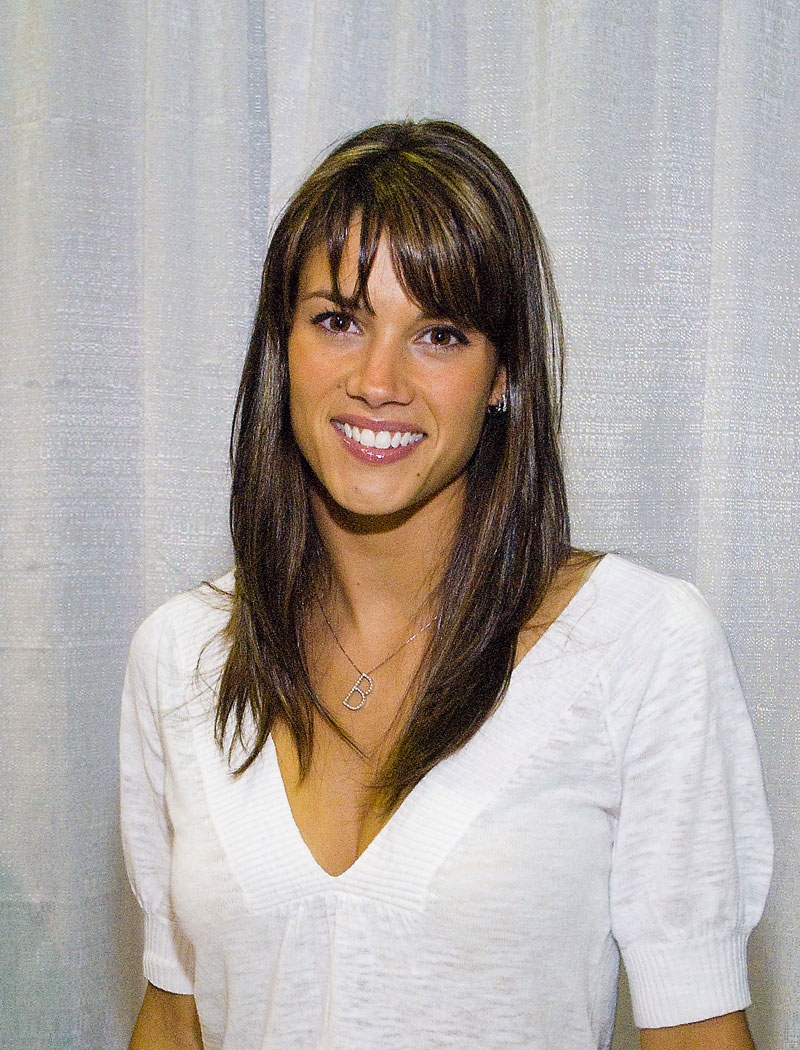
Missy Peregrym nel 2008

### Cinema
- Stick It - Sfida e conquista (Stick It), regia di Jessica Bendinger (2006)
- Something Red, regia di Ilana Frank (2011) - cortometraggio
- The Proposal, regia di Geordie Sabbagh (2013) - cortometraggio
- Backcountry, regia di Adam MacDonald (2014)

### Televisione
- Dark Angel – serie TV, episodio 2x14 (2002)
- The Chris Isaak Show – serie TV, episodio 2x11 (2002)
- Black Sash – serie TV, 8 episodi (2003)
- Jake 2.0 – serie TV, episodio 1x07 (2003)
- Tru Calling – serie TV, episodio 1x02 (2003)
- Call Me: The Rise and Fall of Heidi Fleiss, regia di Charles McDougall – film TV (2004)
- Smallville – serie TV, episodio 3x11 (2004)
- Andromeda – serie TV, episodio 4x20 (2004)
- Life as We Know It – serie TV, 13 episodi (2004-2005)
- Smallville: Vengeance Chronicles – miniserie TV, episodi 1x04-1x05-1x06 (2006)
- Heroes – serie TV, 6 episodi (2007)
- Wide Awake, regia di Penelope Buitenhuis – film TV (2007)
- Reaper - In missione per il Diavolo (Reaper) – serie TV, 31 episodi (2007-2009)
- Rookie Blue – serie TV, 71 episodi (2010-2015)
- Cybergeddon – serie TV, 9 episodi (2012)
- Cybergeddon Zips – serie TV, episodio 1x07 (2012)
- Motive – serie TV, episodio 4x10 (2016)
- Law & Order - Unità vittime speciali (Law & Order: Special Victims Unit) – serie TV, episodio 18x14 (2017)
- Hawaii Five-0 – serie TV, episodio 7x10 (2017)
- Van Helsing – serie TV, 29 episodi (2017-2019)
- The Night Shift – serie TV, episodio 4x10 (2017)
- FBI – serie TV (2018-in corso)

## Doppiatrici italiane
Nelle versioni in italiano delle opere in cui ha recitato, Missy Peregrym è stata doppiata da:
- Francesca Manicone in Reaper - In missione per il Diavolo, Rookie Blue, Law & Order - Unità vittime speciali
- Federica De Bortoli in FBI, FBI: Most Wanted, FBI: International
- Alessia Amendola in Stick it - Sfida e conquista
- Ilaria Latini in Life as we Know it
- Lorena Bertini in Smallville
- Monica Bertolotti in Heroes
- Francesca Bielli in Van Helsing